# Andrej Baszko
Andrej Alaksandrawicz Baszko (błr. Андрэй Аляксандравіч Башко, ros. Андрей Александрович Башко – Andriej Aleksandrowicz Baszko; ur. 23 maja 1982 w Mińsku) – białoruski hokeista, reprezentant Białorusi.

## Kariera
- Junost' Mińsk (1998-2000)
- HK Mińsk (2000-2001)
- Chimwołokno Mohylew (2001)
- HK Kieramin Mińsk (2001-2005)
- Mietałłurg Nowokuźnieck (2005-2006)
- Dynama Mińsk (2006-2007)
- Mietałłurg Żłobin (2007-2008)
- Amur Chabarowsk (2008-2009)
- Dynama Mińsk (2009)
- Dynama Mińsk (2009)
- HK Szachcior Soligorsk (2009-2012)
- Junost' Mińsk (2010, 2011, 2012-2014)
  -  Junior Mińsk (2013)
- HK Homel (2014-)

Wychowanek Junosti Mińsk. Wieloletni zawodnik w białoruskiej ekstralidze. Od maja 2015 zawodnik HK Homel.
Występował w kadrach juniorskich kraju na turniejach mistrzostw świata juniorów do lat 18 w 2000 (kapitan), mistrzostw świata juniorów do lat 20 2000, 2001, 2002 (w 2002 kapitan). W kadrze seniorskiej uczestniczył w turniejach mistrzostw świata 2005, 2008, 2009.

## Sukcesy
Reprezentacyjne
- Awans do Grupy A mistrzostw świata do lat 20: 2000

Klubowe
- Srebrny medal mistrzostw Białorusi: 2001 z HK Mińsk
- Złoty medal mistrzostw Białorusi: 2002 z Kieraminem Mińsk, 2007 z Dynama Mińsk
- Srebrny medal mistrzostw Białorusi: 2003, 2004, 2005 z Kieraminem Mińsk, 2010 z Szachciorem Soligorsk, 2014 z Junostią Mińsk
- Złoty medal Wschodnioeuropejskiej Ligi Hokejowej: 2003, 2004 z Kieraminem Mińsk
- Puchar Kontynentalny: 2011 z Junostią Mińsk
- Drugie miejsce w Pucharze Kontynentalnym: 2012 z Junostią Mińsk
- Brązowy medal mistrzostw Białorusi: 2012, 2014, 2015 z HK Homel